# Jette Hejli Sørensen
Jette Hejli Sørensen   (Odense, 25 de març de 1961) és una remadora danesa, ja retirada, que va competir durant les dècades de 1970 i 1980. Feia de timonera.
El 1984 va prendre part en els Jocs Olímpics d'Estiu de Los Angeles, on va guanyar la medalla de bronze en la prova del quàdruple scull amb timoner del programa de rem. Formà equip amb Hanne Eriksen, Birgitte Hanel, Charlotte Koefoed i Bodil Steen Rasmussen.